# Àcid perfluorooctanosulfònic
Àcid perfluorooctanosulfònic (base conjugada perfluorooctanosulfonat) (PFOS) és un fluorosurfactant antropogènic i contaminant global. El PFOS pot ser sintetitzat en la producció industrial o com a resultat de la degradació de precursors. Els nivells de PFOS que han estat detectats en la vida silvestre es consideren prou alts com per afectar la seva salut.